# Ramen Akaneko
Ramen Akaneko (ラーメン赤猫 Ramen Aka Neko?) es una serie de manga japonesa escrita e ilustrada por Angyaman. La serie comenzó a serializarse como un cómic independiente publicado en el sitio web de manga Shōnen Jump+ de Shūeisha en marzo de 2022. Posteriormente se convirtió en una serie completa en octubre de 2022. Una adaptación de la serie de televisión de anime producida por E&H production se emitió de julio a septiembre de 2024. Se ha anunciado una segunda temporada.

## Sinopsis
Red Cat Ramen se centra en el establecimiento titular, una tienda de ramen establecida y dirigida por gatos que hablan. Centrándose en Tamako Yashiro, una mujer humana que trabaja a tiempo parcial detrás de escena, la serie se centra en las travesuras del día a día de ella y sus compañeros felinos: Bunzo, el jefe de cocina; Sasaki, el propietario y experto en finanzas y negocios; Sabu, el segundo chef; Hana, la gerente de servicio al cliente; y Krishna, un tigre encargado de hacer la base de fideos ramen en casa.

## Personajes
Bunzo (文蔵?)
 Seiyū: Kenjirō Tsuda
Sasaki (佐々木?)
 Seiyū: Noriaki Sugiyama
Sabu (サブ?)
 Seiyū: Michiyo Murase
Hana (ハナ?)
 Seiyū: Rie Kugimiya
Krishna (クリシュナ Kurishuna?)
 Seiyū: Saori Hayami
Tamako Yashiro (社珠子 Yashiro Tamako?)
 Seiyū: Kurumi Orihara

## Contenido de la obra

### Manga
El manga fue escrito e ilustrado por Angyaman, Ramen Akaneko se publicó originalmente en el sitio web Jump Rookie de Shūeisha del 26 de noviembre de 2021 al 20 de febrero de 2022. Posteriormente comenzó a serializarse como un cómic independiente publicado en el sitio web de manga Shōnen Jump+ de Shueisha el 14 de marzo de 2022. Posteriormente fue ascendido a una serialización regular el 2 de octubre de 2022. Sus capítulos se han recopilado en siete volúmenes a partir de marzo de 2024.
La serie se publica digitalmente en inglés en la aplicación Manga Plus de Shueisha. La serie también es publicada en Francia por Kurokawa.

### Anime
Se anunció una adaptación al anime el 27 de noviembre de 2023. Más tarde se confirmó en Jump Festa 2024 que era una serie de televisión producida por Good Smile Company y E&H production y dirigida por Hisatoshi Shimizu, con Toru Kubo supervisando los guiones de la serie y Michinori Chiba diseñando los personajes. Se estrenará el 4 de julio de 2024 en TBS y sus afiliados. El tema de apertura "Akaneko" es interpretado por Wednesday Campanella, mientras que el tema de cierre "Honjitsu no Osusume" es interpretado por Rikon Densetsu. Crunchyroll obtuvo la licencia de la serie fuera de Asia. Medialink obtuvo la licencia de la serie para su transmisión en el sudeste asiático y Oceanía (excepto Australia, Nueva Zelanda y Vietnam) en su canal de YouTube Ani-One Asia.
Se anunció una segunda temporada en Jump Festa 2025 el 21 de diciembre de 2024.

## Recepción
La serie fue nominada a la octava edición de los Next Manga Awards en 2022 en la categoría de manga web y ocupó el quinto lugar entre 50 nominados. La serie también ocupó el puesto decimoquinto en los cómics recomendados por los empleados de las librerías nacionales de 2023. Ocupó el puesto decimonoveno en la lista de los mejores manga de 2024 en Kono Manga ga Sugoi! de Takarajimasha para lectores masculinos.